# Кривенцов, Валерий Сергеевич
Вале́рий Серге́евич Кривенцо́в (укр. Валерій Сергійович Кривенцов; род. 31 июля 1973[…], Донецк) — украинский футболист, полузащитник. Выступал за сборную Украины. Мастер спорта Украины. Почётный работник физической культуры и спорта Украины.

## Игровая карьера
Воспитанник донецкого футбола, первый тренер — В. И. Старухин.
За сборную Украины сыграл 17 матчей.
В молодёжной сборной Украины сыграл 6 матчей.

## Тренерская карьера
Тренерскую карьеру начинал в детско-юношеской академии «горняков». Под его руководством «Шахтёр» U-19 становился чемпионом Украины и выходил в финал юношеской Лиги УЕФА в 2015 году. Летом того же года возглавил мариупольский «Ильичёвец».

## Достижения
- Обладатель Кубка Украины (3): 1995, 1997, 2001.
- В списках 33-х лучших игроков Украины (2); 1997 — № 3; 1998 — № 2.